# Vuko Borozan
Vuko Borozan (Cetinje, 1994. április 9. –) montenegrói válogatott kézilabdázó.

## Pályafutása

### Klubcsapatokban
Vuko Borozan 13 éves korában kezdett el kézilabdázni szülővárosának csapatában. 2012-ben Horvátországba igazolt az RK Karlovachoz. Ennél a csapatnál a nemzetközi kupákban is bemutatkozott, miután szerepelt a Challenge Cup-ban. Ezt követően egy évet a macedón Metalurg Szkopjéban kézilabdázott, majd a német Bundesligában szereplő TuS Nettelstedt-Lübbecke csapatában folytatta pályafutását, ahová 2017 nyaráig szóló szerződést írt alá. 2016 nyarán távozott a csapattól és újra Macedóniába, a Vardar Szkopjéhoz igazolt, akikkel Bajnokok Ligáját nyert a 2016–17-es szezonban.
2018 decemberében térdműtéten esett át, felépülése hosszabb időt vett igénybe. 2019 tavaszán felmerült, hogy lejáró szerződését nem hosszabbítja meg, hanem annak lejártával a Telekom Veszprémhez igazol. A magyar csapat végül 2019. június 12-én jelentette be hivatalosan Borozan szerződtetését, aki kettő plusz egy évre írt alá. A 2020–2021-es szezonban megnyerte a Magyar Kupát a Veszprémmel, amelytől 2021 júliusában távozott, majd Katarban, az al-Arabiban folytatta pályafutását.
2022-ben visszatért Európába, júniusban bejelentették, hogy a horvát bajnok RK Zagreb játékosa lesz. Szerződését már szeptemberben felbontották, mert nem tudott az edzői stáb elvárásainak megfelelő formába kerülni. 2023 nyarán szerződött szülővárosa csapatához, az előző év bajnokához, az RK Lovćenhez. Decemberben csapata utolsó Európa-liga csoportmeccsén mindössze három percet töltött a pályán, majd Borozant edzője nem megfelelő viselkedése miatt lecserélte. December 21-én pedig bejelentették, hogy szerződését azonnali hatállyal felbontották.

### A válogatottban
A montenegrói válogatottban 2014-ben mutatkozott be, részt vett a 2014-es, majd a 2016-os Európa-bajnokságon is. 2017 után hat évig nem szerepelt a válogatottban, a 2024-es Európa-bajnokságra készülő keretbe került be újra.

## Sikerei, díjai
Vardar Szkopje
- Bajnokok Ligája-győztes: 2016–17, 2018–19
- SEHA-liga-győztes: 2016–17, 2017–18, 2018-19
- Macedón bajnok: 2016–17, 2017–18, 2018-19
- Macedón Kupa-győztes: 2017, 2018
- 'Macedón Szuperkupa-győztes: 2017

Telekom Veszprém
- Magyar Kupa-győztes: 2020–2021

Egyéni elismerés
- Az év montenegrói sportolója